# Plaza Dóm
La plaza Dóm (en húngaro: Dóm tér literalmente "plaza de la Catedral") es una plaza importante en la localidad de Szeged, en Hungría. Es una de las plazas más grandes de ese país europeo (con 12.000 m²). El nombre Dóm tér deriva de la Iglesia Votiva de Szeged (Hungría: szegedi dóm), que se encuentra en la plaza. Fue construida desde 1929 hasta 1932, con los edificios de la universidad en sus alrededores.